# エバン・ホワイト
エバン・マッキー・ホワイト（Evan McKee White, 1996年4月26日 - ）は、 アメリカ合衆国オハイオ州コロンバス出身のプロ野球選手（一塁手）。左投右打。MLBのロサンゼルス・エンゼルス傘下所属。

## 経歴

### プロ入り前
ケンタッキー大学時代の2016年には第40回日米大学野球選手権大会にアメリカ合衆国代表として参加した。

### プロ入りとマリナーズ時代
2017年のMLBドラフト1巡目（全体17位）でシアトル・マリナーズから指名され、プロ入り。契約後、傘下のA-級エバレット・アクアソックスでプロデビュー。14試合に出場して打率.277、3本塁打、12打点、1盗塁を記録した。
2018年にMLB.comが発表したプロスペクト（若手有望選手）ランキングでは、マリナーズの組織内で2位にランクインした。シーズンではA+級モデスト・ナッツとAAA級タコマ・レイニアーズでプレーし、2球団合計で124試合に出場して打率.300、11本塁打、66打点、4盗塁を記録した。オフにはアリゾナ・フォールリーグに参加し、ピオリア・ハベリーナズに所属した。
2019年はシーズンを通してAA級アーカンソー・トラベラーズでプレーし、92試合に出場して打率.293、18本塁打、55打点、OPS.838。7月にはオールスター・フューチャーズゲームのアメリカンリーグ選抜に選出された。MLB.comのプロスペクトランキングでは全体58位、一塁手部門で2位に上昇した。オフの2019年11月25日にマリナーズとMLB未出場ながら2025年まで6年総額2400万ドル（以降2028年までの3年は球団オプション）で契約更新し、40人枠に登録された。MLBドラフトまたはアマチュアFAを経てプロ入り（マイナー契約）し、MLBデビュー前に長期契約を締結した選手は史上4人目で、且つ直近シーズン中にAAA級での試合出場もない選手は史上初である。
2020年は、COVID-19の影響でMLB開幕が大幅に遅れる中、シーズン開幕戦となった7月24日のヒューストン・アストロズ戦に「2番・一塁手」で先発出場してメジャーデビュー。この試合では9回表の第4打席でエノリ・パレデスからメジャー初安打となる内野安打を放った（4打数1安打）。以降も一塁手レギュラーでの起用が続き、打撃では苦しんだが、守備ではゴールドグラブ賞を獲得した。
2021年は、5月14日に左股関節屈筋の痛みで10日間故障者リストに登録され、6月22日に60日間故障者リストへ移行し、そのままシーズンを終えた。

### エンゼルス傘下時代
2023年12月3日にジャクソン・カワー、コール・フィリップスとのトレードで、マルコ・ゴンザレス、ジャレッド・ケルニック、金銭と共にアトランタ・ブレーブスへ移籍した。6日にマイナー契約となり、傘下のAAA級グウィネット・ストライパーズへ送られた。さらに8日にはデビッド・フレッチャー、マックス・スタッシとのトレードで、タイラー・トーマスと共にロサンゼルス・エンゼルスへ移籍した。

## 選手としての特徴
ジョーイ・ボットに憧れた俊足好守の一塁手で、ゴールドグラブ賞の常連となれる守備範囲を誇る。マイナーリーグでは一塁手での出場のみだが、大学時に経験のある外野守備も平均以上にこなす。打撃では選球眼は悪くないが、一塁手としては長打力が弱点なためその成長が不可欠と言われている。

## 詳細情報

### 年度別打撃成績
| 年 度    | 球 団    | 試 合 | 打 席 | 打 数 | 得 点 | 安 打 | 二 塁 打 | 三 塁 打 | 本 塁 打 | 塁 打 | 打 点 | 盗 塁 | 盗 塁 死 | 犠 打 | 犠 飛 | 四 球 | 敬 遠 | 死 球 | 三 振 | 併 殺 打 | 打 率 | 出 塁 率 | 長 打 率 | O P S |
| -------- | -------- | ----- | ----- | ----- | ----- | ----- | -------- | -------- | -------- | ----- | ----- | ----- | -------- | ----- | ----- | ----- | ----- | ----- | ----- | -------- | ----- | -------- | -------- | ----- |
| 2020     | SEA      | 54    | 202   | 182   | 19    | 32    | 7        | 0        | 8        | 63    | 26    | 1     | 2        | 0     | 1     | 18    | 0     | 1     | 84    | 3        | .176  | .252     | .346     | .599  |
| 2021     | SEA      | 30    | 104   | 97    | 8     | 14    | 3        | 0        | 2        | 23    | 9     | 0     | 0        | 0     | 0     | 6     | 0     | 1     | 31    | 1        | .144  | .202     | .237     | .439  |
| MLB：2年 | MLB：2年 | 84    | 306   | 279   | 27    | 46    | 10       | 0        | 10       | 86    | 35    | 1     | 2        | 0     | 1     | 24    | 0     | 2     | 115   | 4        | .165  | .235     | .308     | .544  |

- 2023年度シーズン終了時

### 年度別守備成績
| 年 度 | 球 団 | 一塁（1B） | 一塁（1B） | 一塁（1B） | 一塁（1B） | 一塁（1B） | 一塁（1B） |
| 年 度 | 球 団 | 試 合      | 刺 殺      | 補 殺      | 失 策      | 併 殺      | 守 備 率   |
| ----- | ----- | ---------- | ---------- | ---------- | ---------- | ---------- | ---------- |
| 2020  | SEA   | 54         | 370        | 32         | 1          | 36         | .998       |
| 2021  | SEA   | 30         | 227        | 17         | 2          | 28         | .992       |
| MLB   | MLB   | 84         | 597        | 49         | 3          | 64         | .995       |

- 2023年度シーズン終了時
- 各年度の太字年はゴールドグラブ賞受賞

### 表彰
- ゴールドグラブ賞（一塁手部門）：1回（2020年）

### 記録
MiLB
- オールスター・フューチャーズゲーム選出：1回（2019年）

### 背番号
- 12（2020年 - 2021年）

### 代表歴
- 第40回日米大学野球選手権大会 アメリカ合衆国代表（2016年）